# نیم‌گربه
نیم‌گربه (نام علمی: Bassariscus sumichrasti) نام یک گونه از سرده گربه‌راسو است.